# San Nicolás del Puerto
San Nicolás del Puerto – gmina w Hiszpanii, w prowincji Sewilla, w Andaluzji, o powierzchni 44,93 km². W 2011 roku gmina liczyła 634 mieszkańców.
Obecnie jego gospodarka opiera się na turystyce i hodowli owiec, świń i kóz.